# Costone della Cerasa
Il Costone della Cerasa (2.119 m s.l.m.) è una cima montuosa dell'appennino abruzzese, nella catena del Sirente-Velino, posta sul versante meridionale dei Piani di Pezza, tra i territori dei comuni di Rocca di Mezzo e Massa d'Albe. Forma assieme a Punta Trento, Punta Trieste e Costa della Tavola una cresta montuosa che da Vena Stellante e Colle dell'Orso raggiunge a sud-ovest i Monti della Magnola a sud-ovest in territorio di Ovindoli. Dalla cima la vista spazia su tutto il gruppo del Monte Velino e ad est i Monti di Campo Felice.